# Soløya
Soløya ou Litla Soløy est une île norvégienne du comté de Hordaland appartenant administrativement à Bømlo.

## Description
Rocheuse et couverte d'une légère végétation, elle s'étend sur environ 567 m de longueur pour une largeur approximative de 293 m. 